# Moteur à palettes
Comme tous les moteurs hydrauliques, les moteurs à palettes fournissent un mouvement rotatif, ils sont d'une technologie différente de la pompe hydraulique, mais doivent être équipés de ressorts pour pousser les palettes en absence de force centrifuge au début de la rotation.
Avantage principal de cette technique : excellent couple de démarrage environ 90 à 95 % du couple de calage, performance possible du fait de l'équilibrage parfait du rotor insensible au Δ de pression entre A et B en phase de démarrage.
Particularité géométrique : Comme le stator cylindrique (ou ovale) a un rayon de courbure supérieur à celui du rotor, les deux surfaces (rotor - stator) ne peuvent se rapprocher parfaitement au point haut, comme le fait le piston dans son cylindre. Dans le cas des liquides incompressibles, cette limitation est mineure (recirculation neutre d'un petit volume de liquide), mais elle se traduit par un taux de compression faible avec les gaz compressibles, et réduit l'efficacité des projets de moteurs à palettes à combustion. Notons que la Quasiturbine est un cas limite avec des palettes à débattement imperceptibles, dont les surfaces du rotor et du stator peuvent se marier exactement l'une contre l'autre, pour produire un taux de compression élevé.